# Maia (kojná)
| gs · a | i | A |

| gs · a | i | A |

Maia byla kojná egyptského faraona Tutanchamona. Její skalní hrobka byla objevena v Sakkáře v roce 1996.

## Život
Maia nosila tituly „kojná krále“, „vychovatelka božího těla“ a „velká v harému“. Její původ, ani příbuzní nejsou známi. Je také možné, že byla totožná s Tutanchamonovou sestrou Meritaton.

## Hrobka
Její hrobka byla objevena v roce 1996 francouzským archeologem Alain Zivie a jeho týmem v Sakkáře.
Reliéf v první komoře hrobky ukazuje Maiu sedící na židli s Tutanchamonem na klíně obklopenou šesti lidmi. Na protější stěně je před králem poškozená scéna ukazující Maiu.
V roce 2001 začal tým zkoumat první nižší úroveň hrobky. Tato úroveň byla znovu použita v pozdějších obdobích. Roku 2001 zde byla nalezena kostra lva. Neměl žádné obvazy, ale vykazoval známky mumifikace podobné ostatním kočičím mumiím nalezeným v hrobce. Pravděpodobně žil a zemřel v období ptolemaií .
Druhá nižší úroveň byla prozkoumána roku 2002. Je menší než předchozí úrovně a nebyla znovu použita.
V prosinci 2015 byla hrobka otevřena pro veřejnost.